# Neromia carnifrons
Neromia carnifrons là một loài bướm đêm trong họ Geometridae.